# Economía de enclave
Se denomina economía de enclave a un modelo económico donde, en un mercado globalizado, se localizan actividades productivas en países subdesarrollados destinadas a la exportación y sin integrarse en el mercado local.  El término ha sido ampliamente usado para describir relaciones postcoloniales de dependencia en países en desarrollo, especialmente en América Latina. Se suele mencionar como parte de modelos más amplios como la teoría de la dependencia que fueron muy populares en las décadas de 1960 y 1970. Suele ser asociado al marxismo debido a las obras de Paul A. Baran y Theotônio dos Santos, aunque los vínculos a la teoría marxista clásica son tenues.

## El modelo de economía de enclave
De acuerdo al modelo, una firma grande y bien capitalizada, a menudo localizada en Estados Unidos o Europa Occidental, invierte en la producción de un bien de exportación destinado a los mercados de origen de la empresa inversora. A menudo el país de origen de la inversión, era la antigua metrópolis colonial del país que producirá los bienes. La empresa usa tanto su capital como sus contactos (explícitos e implícitos) para adquirir tierras y solares, contratar mano de obra y recibir subvenciones públicas en el país receptor de la inversión, subordinar líderes locales, lo que disminuye su capacidad para generar actividad económica no orientada a ese mercado externo. El inversionista externo exporta super- ganancias hacia su país de origen  o las re-invierte en la misma actividad en lugar de generar actividades nuevas. Además, los insumos manufacturados y la tecnología son principalmente importados de países capitalistas avanzados. Ello favorece el desarrollo económico del país origen de la inversión pero impide la diversificación productiva y la industrialización del territorio anfitrión; la especialización puede incluso hacer al país receptor más vulnerable frente a los ciclos de precios mundiales y locales.

Un ejemplo paradigmático son las antiguas plantaciones coloniales, que terminaron generaron un monocultivo en países de África y Asia con vista a satisfacer la demanda de la metrópolis europea en vez del auto-abastecimiento del país productor. Este modelo se puede generalizar a actividades industriales deslocalizadas al tercer mundo en busca de salarios más bajos y cuya finalidad es la exportación al ser insignificante el mercado interno del país.Otro modelo clásico es el de enclave minero, que además,  al agotar la explotación de un yacimiento, deja una herencia de zonas abandonadas, medio ambiente contaminado y  una agricultura destruida que daña a los pueblos preexistentes.
En los enclaves tradicionales, muchas actividades industriales y de servicios eran realizadas por el propio inversionista externo debido a los altos costos de transporte internacionales, al bajo desarrollo económico del país anfitrión, y a la demora que implicaba  importar algunos insumos desde el Norte del planeta.  Sin embargo, es probable  que en los enclaves modernos actuales, muchas de estas actividades sean importadas o  adquiridas en el mismo enclave a contratistas mediante el sistema de out-sourcing, lo cual favorece a pequeñas empresas proveedoras locales  y a la mano de obra local. Además, grandes conglomerados empresariales, nacionales y extranjeros son abastecedores de la logística. Sin embargo, las empresas locales  y estos conglomerados, se especializan en actividades de bajo valor agregado, mientras que las empresas externas proveen al enclave de los bienes que incorporan la última tecnología. Se genera así un nuevo tipo de enclave que persiste en la tradicional  división internacional del trabajo que perjudica a los países pobres
Recientemente se ha incluido bajo el término de economía de enclave a comunidades étnicamente definidas y provenientes de países poco desarrollados que, de formas legales o ilegales, residen y trabajan en países en desarrollo.

## Implicaciones políticas y sociales
Este modelo productivo presenta una disyuntiva, pues si bien sirve para atraer capitales e inversiones al país (como en las maquiladoras) y mejorar la balanza comercial, genera una dependencia de mercados extranjeros y puede ser perjudicial a largo plazo para la viabilidad económica del país.
En algunos casos, las firmas operando en economías de enclave llegan a tener la suficiente influencia para lograr que los gobiernos locales les permitan suprimir la resistencia sindical a bajas condiciones laborales. Este tipo de relaciones entre empresa privada y gobierno suelen vincularse a corrupción local y proteccionismo por parte del gobierno del país anfitrión, que suele proteger la inversión realizada.
Algunos académicos han defendido que algunos de los incentivos para atraer empresas bajo este modelo como los rebajas fiscales suelen ser temporales y que los puestos de trabajo generados están mejor pagado que las alternativas preexistentes. Algunos han sugerido que los vínculos entre los trabajadores, el país que lo promueve y la empresa puede tener algunos efectos beneficiosos que la teoría original no consideraba.